# Die gold’ne Meisterin
Die gold’ne Meisterin ist eine Operette in drei Akten von Edmund Eysler. Das Libretto stammt von Julius Brammer und Alfred Grünwald. Uraufführung war am 13. September 1927 im Theater an der Wien in Wien.

## Orchester
Zwei Flöten, zwei Oboen, zwei Klarinetten, zwei Fagotte, drei Hörner, zwei Trompeten, drei Posaunen, großes Schlagwerk und Streicher

## Handlung
Die Operette spielt im Wien der 1560er Jahre.

### Erster Akt
Bild: Goldschmiedeladen
Christian ist seit ein paar Wochen Geselle in dem weit über Wien hinaus bekannten Goldschmiedeladen von Margarete, die schon in jungen Jahren Witwe geworden ist und das Geschäft von ihrem Mann geerbt hat. Alle, die die schöne Frau kennen, sprechen über sie nur von der „gold’nen Meisterin“. Obwohl sie einen ausgeprägten Sinn für das Praktische hat und mit beiden Beinen fest im Leben steht, hat sie einen kleinen Fehler: Ihre große Liebe gehört allem, was mit dem Adel zu tun hat. Vor einiger Zeit war sie heimlich Gast beim jährlich stattfindenden Maskenball des Wiener Adels. Dort machte sie Bekanntschaft mit einem vor Charme sprühenden Tänzer, der sie immer „Prinzessin“ nannte. Von diesem glücklichen Erlebnis zehrt sie noch heute.
Eines Tages betritt die italienische Contessa Giulietta Margaretes Laden und erteilt den Auftrag, für ein Familienfest einen äußerst kunstvollen goldenen Teller anzufertigen. Als Margarete ihren Gesellen ruft, um ihn zu fragen, ob er eine solche Arbeit ausführen könne, traut die Contessa ihren Augen nicht. Den jungen Mann kennt sie von Rom her, wo er als Bildhauer arbeitete. Als aber die Geschäfte nicht mehr so gut gingen, verließ er die Ewige Stadt und kehrte in sein geliebtes Wien zurück. Margarete schätzt ihren Gesellen sehr, und dieser ist auch von seiner Meisterin angetan, ja mehr noch, er liebt sie. Aber ihr auch seine Liebe zu gestehen hat er bisher nicht gewagt.
Im Gespräch Christians mit Giulietta erfährt Margarete, dass ihr Geselle jener Tänzer war, der vorgab, sie für eine Prinzessin zu halten, und dass ihn dieser Spaß amüsierte. Darüber gerät die Meisterin in Zorn. Am liebsten würde sie ihrem Gesellen kündigen, aber dann müsste sie auch den Auftrag an die Contessa zurückgeben.  Also behält sie ihn zähneknirschend.

### Zweiter Akt
Bild: Hofraum
Margarete hat zu einem Hausball geladen. Mit von der Partie sind auch der Ritter Fridolin von Gumpendorf und sein Spezi Graf Jaromir auf Greifenstein. Die beiden sind auf der Suche nach einer reichen Frau, weil in ihren Portemonnaies schon lange Ebbe ist. Sie hoffen, durch eine entsprechende Heirat ihre Finanzen sanieren zu können. Jaromir umgarnt Margarete und überschüttet sie so mit Komplimenten, dass es der schönen Frau ganz schummrig vor den Augen wird. Einen Mann mit einem so klangvollen Adelstitel! Ach, das wäre zu schön!
Christian zieht seine Chefin zur Seite und erklärt ihr, er kenne den Grafen von Nürnberg her. Dort sei er als Hallodri verschrien. Im Übrigen sei der Graf auch verlobt. Margarete schwelgt jedoch so sehr im Glück, dass sie alle Warnungen ihres Gesellen in den Wind schlägt. Schon reift in Christian der Plan, den ihm gut bekannten Großvater der Braut brieflich zu bitten, nach Wien zu kommen, um seinem künftigen Schwiegerenkel die Leviten zu lesen. Aber bis die Nachricht auf dem Postwege nach Nürnberg gelangt, dürfte wahrscheinlich eh alles zu spät sein. Gehandelt werden muss sofort! Christian verlässt den Ball und kehrt nach kurzer Zeit als alter Mann verkleidet zurück. Laut verkündet er, Graf Jaromir habe seine Braut mit vier nichtehelichen Kindern sitzen lassen. Dieser kann die Schmach nicht ertragen und schleicht sich heimlich davon. Als sich nun Christian zu erkennen gibt, fühlt sich die Meisterin das zweite Mal von ihm hereingelegt. Kaum hat sie ihn zornig angeschrien, bereut sie sogleich, was sie getan hat. Christian ist jedoch nicht bereit, sich mit der von ihm so sehr geliebten Frau zu versöhnen. Griesgrämig verlässt er den Ball.

### Dritter Akt
Bild: Wirtsgarten des Stiftskellers zu Klosterneuburg
Der Augustiner Ignatius vom nahen Stift Klosterneuburg genießt weithin den Ruf, jungen Leuten mit Liebeskummer helfen zu können. Heute wird er gleich von vier Personen aufgesucht: Graf Jaromir auf Greifenstein, Ritter Fridolin von Gumpendorf, der Goldschmiedegeselle Christian und seine Meisterin erbitten Bruder Ignatius‘ Rat. Alle müssen nacheinander auf dem magischen „Bonifatius-Sessel“ Platz nehmen; denn wer darauf sitzt, kann sich in seinen Äußerungen nicht vor der Wahrheit drücken. Ritter Fridolin gesteht, er habe Margaretes Haushälterin Portschunkula versprochen, sie vor den Traualtar zu führen. Allerdings sei er nicht mehr ganz nüchtern gewesen, als er dies tat. Doch als er vernimmt, dass Portschunkula im Laufe ihres Lebens ein kleines Vermögen angesammelt hat, erklärt er sich schnell bereit, sein Versprechen einzulösen. Graf Jaromir versichert, seine Nürnberger Verlobte zu heiraten, zumal ihm inzwischen die Kunde zugetragen worden ist, dass sie eine reiche Erbschaft gemacht habe. 
Und was ist mit dem Goldschmiedegesellen und seiner Meisterin? Eigentlich ist es überflüssig zu erwähnen, dass „er“ versichert, „sie“ zu lieben und umgekehrt. Die Hochzeit kann schon mal geplant werden!

## Musik
„Die gold’ne Meisterin“ ist eine typisch wienerische Operette mit viel Walzerseligkeit. Sie bescherte dem Komponisten den größten Erfolg seines Lebens. Dass das Werk auch heute noch viele Musikfreunde in seinen Bann zu ziehen vermag, zeigten 2005 die vom Publikum und der Presse begeistert aufgenommenen Vorstellungen beim Stadttheater Sursee. Die bekanntesten Lieder daraus sind:
- Du liebe gold’ne Meisterin
- O Jaromir
- Gräfin sein
- Du sagtest, Holde, werde mein
- Lustig ist das G‘sellenleben
- Aber du, du mein Herz, was sagst du?
- So tanzt man nur in Wien

## Geschichte
Diese Operette war eigentlich das Lieblingsstück von Adolf Hitler. Nach dem Anschluss Österreichs mussten die Nazis dann feststellen, dass viele Musikschaffende (zum Beispiel auch Johann Strauß) nicht den Vorstellungen der neuen Machthaber entsprachen und fälschten deshalb Dokumente und Biografien.